# Fântânele, Mureș
Fântanele là một xã thuộc hạt Mureș, România. Dân số thời điểm năm 2002 là 5060 người.